# Pilatus (bjerg)
Pilatus er et bjerg nær Luzern i Schweiz. Jurisdiktionen over bjerget er delt mellem kantonerne Obwalden, Nidwalden og Luzern. Toppen (2132 m.o.h.) ligger i Obwalden, lige på grænsen til Nidwalden. Til toppen kan man komme enten med tandhjulsbanen Pilatusbahn (verdens stejleste jernbane) fra Alpnachstad, med en maksimal hældning på 48%, eller med svævebane fra Kriens.

## Eksterne links
- Wikimedia Commons har flere filer relateret til Pilatus
- http://www.pilatus.ch